# Lower Chehalis jezik
Lower Chehalis jezik (ISO 639-3: cea), jezik Lower Chehalis Indijanaca, skupine plemena s donjeg Chehalisa u Washingtonu. Donedavno ga je govorilo još svega nekoliko ljudi; 5 ili manje (1990 M.D. Kinkade). Klasificira se porodici salishan, skupina tsamosan.
U Lower Chehalise Hodge ubraja Indijance Satsop, Wenatchee, Whiskah i Humptulips, ali jezikoslovci jezik Satsop Indijanaca klasificiraju dijalektom jezika upper chehalis.
Czaykowska-Higgins and Kinkade 1998 u lower chehalis dijalekte nabrajaju wynoochee, humptulips i westport-shoalwater.

## Vanjske poveznice
- Ethnologue (15th)

Ethnologue (16th)